# I folkets navn
I folkets navn er en dansk propagandafilm for Socialdemokratiet fra 1938. Filmen er instrueret af Birger von Cotta-Schønberg efter manuskript af Carl A. Andersen, Otto Jensen og Birger von Cotta-Schønberg.

## Handling
Efter valget i 1929, hvor Socialdemokratiet går frem, begynder opbygningsarbejdet af det danske samfund for alvor. En frejdig ung mand med tro på livet, sig selv og arbejderbevægelsen vender tilbage til landet, da lovgivningen skaber mulighed for at leve derude, hvor han føler, han har hjemme. Ti års kamp for arbejde og folkestyre opleves gennem levende mennesker, og Stauning taler før og efter filmen.

## Medvirkende i udvalg
- Henrik Malberg
- Else Højgaard
- Aage Foss
- Jens Asby
- Guri Richter
- Henry Nielsen
- Anna Henriques-Nielsen
- Ellen Malberg
- Ib Schønberg
- Børge Rosenbaum